# Hybomitra mailloti
Hybomitra mailloti är en tvåvingeart som först beskrevs av Ovazza och Taufflieb 1959.  Hybomitra mailloti ingår i släktet Hybomitra och familjen bromsar.
Artens utbredningsområde är Kongo. Inga underarter finns listade i Catalogue of Life.